# Darvish Khan
Darvish Khan (en persan : درویش خان) ou Gholam Hossein Darvish est un maître de la musique persane du XIXe siècle, né à Téhéran en 1872 et mort dans cette même ville le 22 novembre 1926 dans un accident de la route. Il est enterré au cimetière de Zahir o-dowleh.
Très talentueux pour la composition, il a enregistré beaucoup de disques au târ (auquel il rajouta une sixième corde) et au chant.
Darvish Khan a reçu son enseignement de son père et d'Agha Hussein Gholi Farahani. Membre du groupe d'Aziz Soltan qui joue à la cour de Nasseredin Shah, il intègre ensuite l'école de musique de Dar-ol Fonoun où il reçoit la Légion d'honneur du gouvernement français pour son travail ainsi que ses concerts pour les déshérités.
On lui attribue l'invention du « pishdaramad », improvisation exécutée au début d'un concert. Il avait une façon de jouer et de composer vraiment moderne.
Il a donné un concert exceptionnel au grand hôtel de Téhéran avec d'autres grands maîtres de la musique persane tels qu'Aref Ghazvini, Hagji Khan Zarbgir, Ebrahim Mansouri et Resa Mahjoubi.
Il est parti à Londres enregistrer un disque avec Habibollah Shahrdar, Hussein Taher Zadeh, Bagher Khan Rameshgar, Asadollah Khan et Akbar Flout durant trois mois. Puis , pendant un an, à Tbilissi en Géorgie avec Bagher Khan, Hussein Taher Zadeh, Eghbal Azar et Abdollah Davami. 
Parmi ses disciples les plus connus, nous pouvons citer Hussein Ali Ghafari, Saeid Hormozi, Hussein Sanjari, Shokri, Mohammad Ali Safaei, Abdollah Dadvar, Mousa Maroufi, Morteza Ney Davoud, Abdol Hassan Saba, Arsalan Dargahi et Akbar Khan Norouzi.